# Уитлэм, Гоф
Э́двард Гоф Уи́тлэм, AC, QC (англ. Edward Gough Whitlam; 11 июля 1916, Кью, пригород Мельбурна — 21 октября 2014, Сидней), наиболее известный как Гоф Уитлэм (англ. Gough Whitlam) — австралийский государственный деятель, двадцать первый премьер-министр страны. Уитлэм привёл Австралийскую лейбористскую партию (англ. Australian Labor Party, ALP) к власти во время выборов 1972 года и сохранил власть после выборов 1974 года. Оставался премьер-министром до увольнения генерал-губернатором Джоном Керром в разгар австралийского конституционного кризиса 1975 года. Единственный премьер-министр Австралии, освобождённый от должности генерал-губернатором страны.
Уитлэм впервые вошёл в состав парламента в 1952 году как член Палаты представителей от Австралийской лейбористской партии. В 1960 году он был избран заместителем лидера партии, а в 1967 году, после отставки Артура Калвелла, стал первым лицом в партии и одновременно лидером оппозиции. Несмотря на то, что на выборах 1969 года партия потерпела поражение, в 1972 году выборы были выиграны и Уитлэм занял пост премьер-министра Австралии.
Во время нахождения у власти правительство Уитлэма провело ряд политических и экономических реформ — отмену смертной казни и всеобщей воинской обязанности, предоставление всеобщего медицинского обслуживания и введение бесплатного обучения в ВУЗах, реализацию программ юридической помощи. Партия вновь выиграла выборы в 1974 году, однако с уменьшением поддержки со стороны избирателей. В ноябре 1975 года в ходе политического кризиса, вызванного противодействием оппозиции в парламенте страны, Уитлэма уволил генерал-губернатор Австралии Джон Керр. Последовавшие в том же году выборы лейбористская партия проиграла. В 1977 году, после поражения партии на выборах, Уитлэм покинул пост её лидера, а в 1978 году — и парламент страны. В течение трети века после того, как он покинул свой пост, Уитлэм продолжал комментировать политические вопросы.

## Ранняя жизнь
Родился в Кью (пригород Мельбурна). Он был старшим из двух детей (у него есть младшая сестра, Фреда), родившихся у Марты (в девичестве Мэддокс) и Фреда Уитлэма. Его отец был федеральным госслужащим, впоследствии ставшим адвокатом Австралийского Союза, и это, а также то, что Уитлэм-старший участвовал в решении вопросов по правам человека, оказало сильное влияние на Уитлэма-младшего. Так как дед по материнской линии мальчика также был Эдвардом, с раннего детства Уитлэма называли вторым именем.
В 1918 году был назначен представителем адвоката Австралийского Союза и семья переехала в Сидней. Сначала они жили в Норт-Шир, одном из районов Мосмана, а потом переехали в Туррамурру. В возрасте шести лет Гоф Уитлэм начал получать своё образование в школе для девочек Чатсвуд-Чёрч-оф-Инглэнд (англ. Chatswood Church of England Girls School) (в то время получение начального школьного образования в школе для девочек не было чем-то необычным для маленьких мальчиков). Через год он был принят в школу Моубрэй-Хаус (англ. Mowbray House School) и в гимназию Кнокс (англ. Knox Grammar School) (обе в пригородах Сиднея).
В 1927 году Фред Уитлэм стал ассистентом адвоката Австралийского Союза. Рабочее место располагалось в новой столице Австралии — Канберре, и семья Уитлэм переехала туда. На данный момент Гоф Уитлэм — единственный премьер-министр Австралии, проведший годы своего становления в этом городе. В то время условия жизни в Канберре оставались примитивными и это послужило тому, что её назвали «столица-заросль» (англ. «bush capital»). Гоф Уитлэм, посещавший до этого частную школу, был направлен в государственную школу парка Телопи, (англ. Telopea Park School) так как никаких других школ в городе не было. В 1932 году Фред Уитлэм переводит своего сына в Канберрскую гимназию (англ. Canberra Grammar School), где, во время Церемонии Дня речи 1932 года Гоф Уитлэм был удостоен премии генерал-губернатора Айзека Айзекса.
В возрасте 18 лет Уитлэм поступил в колледж Святого Павла (англ. St. Paul’s College) в Сиднейском университете. Получив степень бакалавра второго отличия по классике Уитлэм остался в колледже Святого Павла, начав обучение юриспруденции; первоначально он предусматривал для себя академическую карьеру, но из-за того, что оценки Уитлэма были невысокими, академическая карьера стала маловероятной.

## Военная служба
Вскоре после начала Второй мировой войны Уитлэм был зачислен в полк Сиднейского университета (англ. Sydney University Regiment; часть резервной армии). В конце 1941 года, за год до того, когда он должен был окончить учёбу на юриста, Уитлэм ушёл добровольцем в Королевские военно-воздушные силы Австралии. В 1942 году в ожидании вступления в службу, Уитлэм познакомился, а затем и женился на Маргарет Дови, приехавшей в Австралию в 1938 году, когда в стране проводились игры Британской империи 1938 года. Дови была дочерью адвоката и будущего судьи Верховного суда Нового Южного Уэльса Билла Дови.
Перед определением в 13-ю эскадрилью Королевских ВВС Уитлэм прошёл военную подготовку на штурмана и бомбардира. Во время своей службы он достиг ранга капитана авиации. Во время службы в армии он начал свою политическую деятельность, поначалу распространяя листовки Австралийской лейбористской партии во время выборов 1943 года и активно призывая поддержать так называемый референдум Четырнадцати сил (англ. «Fourteen Powers» referendum), по которому расширялись полномочия федерального правительства. В 1961 году Уитлэм сказал о поражении этого референдума:

Мои надежды были разбиты результатом референдума и с этого момента я решил сделать все, что мог сделать для того, чтобы модернизировать Конституцию Австралии
Оригинальный текст (англ.)My hopes were dashed by the outcome and from that moment I determined to do all I could do to modernise the Australian Constitution

Уитлэм присоединился к АЛП ещё во время войны, в 1945 году. После войны Уитлэм завершил своё обучение, получив степень бакалавра права, а в 1947 году стал барристером.

## Ранняя политическая карьера

### Начало карьеры в парламенте
После войны Уитлэм построил дом в Кронулле (пригород Сиднея). Там он стремился сделать карьеру в АЛП, но местные сторонники лейбористов скептически отнеслись к лояльности Уитлэма, учитывая его привилегированное происхождение. В послевоенные годы он занимался юридической деятельностью и стремился построить себе в партии репутацию «bona fides». Он два раза баллотировался на должность местного судьи, однако оба раза безуспешно, позже (также безуспешно) — в Законодательное собрание Нового Южного Уэльса, и выступал за других кандидатов от АЛП. Он также стал знаменитостью радио, выиграв Австралийскую национальную чемпионат-викторину (англ. Australian National Quiz Championship) в 1948 и 1949 годах и заняв второе место в 1950. В 1951 году Хьюберт Лаццарини, лейборист и член федерального электората от избирательного района Уэррива, сказал, что он не будет выставлять свою кандидатуру на следующих выборах. После этого Уитлэм выиграл предварительные выборы как кандидат от АЛП. Лаццарини умер в 1952 году, до окончания его срока полномочий, и Уитлэм был избран в Палату представителей после последующих дополнительных выборов, 29 ноября 1952 года. Уитлэм, как кандидат от АЛП, получил втрое большую поддержку, чем Лаццарини.
В то время, когда Уитлэм присоединился к АЛП, эта партия составляла парламентское меньшинство. Его первую речь прервал будущий премьер-министр Австралии, Джон Макьюэн, который сказал спикеру, что первые речи традиционно слушают в тишине. Уитлэм ответил Макьюэну, заявив, что Бенджамин Дизраэли тоже был раскритикован во время своей первой речи, и добавил: «Придет время, когда вы меня услышите» (англ. The time will come when you shall hear me). На это Макьюэн ответил: «Придет время, когда вы сможете прервать меня» (англ. The time will come when you may interrupt me). Согласно ранним биографам Уитлэма Лори Оксу и Дэвиду Соломону, холодный ответ поставил Коалиционное правительство в известность, что новый Уитлэм — сила, с которой нельзя не считаться.
Во время дебатов в Палате представителей Уитлэм назвал ушедшего из АЛП и перешедшего в ДЛП Билла Бёрка словами «этот гризлинг-квислинг» (синоним слову «предатель»), Гарфилда Барвика (который к тому же, как главный судья Верховного суда, сыграл роль в «падении» Уитлэма) — «самоуверенным ублюдком», а также заявил, что Уильям Уэнтуорт показывает «наследственное безумие». Потом Уитлэм заявил, что будущий премьер-министр Уильям Макмагон был «распутницей», впоследствии принеся ему извинения за это высказывание.
У АЛП не было руководства после поражения правительства Чифли в 1949 году и до 1951 года, когда руководителем партии стал Берт Эватт. В 1954 году казалось, что у АЛП есть шансы на возвращение к власти, однако тогдашний премьер-министр Австралии Роберт Мензис успешно воспользовался ситуацией с бегством советского дипломата в свою пользу и его коалиция из Либеральной и Аграрной партий выиграла выборы с преимуществом в семь мест. После выборов Эватт попытался отчистить партию от промышленников, долго не соглашавшихся с политикой партии и бывших преимущественно католиками и антикоммунистами. Последующее разделение АЛП, ставшее известным как «Сплит» (англ. The Split), вызвало рождение Демократической лейбористской партии. В результате этого конфликта лейбористы были отодвинуты от власти на целое поколение, так как сторонники ДЛП в преференциальном голосовании выбирали Либеральную партию. На протяжении «Сплита» Уитлэм поддерживал Эватта.
В 1955 году перераспределение разделило электорат Уэррива на две части, и дом Уитлэма в Кронулле оказался расположенным в новом электорате Хьюз. Хотя Уитлэм мог получить поддержку от сторонников АЛП и в этом округе, он решил остаться членом парламента от Уэрривы, и переехал из города Кронулла в Кабраматту, располагавшуюся в Уэрриве. В этот период детям Уитлэма приходилось каждый день ездить в Сидней, так как школ в Уэрриве тогда не было.
В 1956 году Уитлэм был назначен в Объединённый парламентский комитет по пересмотру Конституции Австралии. Биограф Дженни Хокинг назвала его службу в Комитете, в который входили представители всех партий в обеих палатах парламента, оказавшей одно из «наибольших влияний на его политическое развитие» (англ. "great influences in his political development"). По словам Хокинг, служба в комитете побудила Уитлэма сосредоточиться не на внутренних конфликтах АЛП, а на возможном и целесообразном продвижении лейбористских целей в конституционных рамках. Многие цели лейбористов, например — национализация, противоречили Конституции. Уитлэм же пришёл к выводу, что Конституция — и особенно раздел 96, позволяющий федеральному правительству выдавать штатам гранты, могут быть использованы для продвижения программы лейбористов.

### Заместитель лидера АЛП
К концу 1950-х годов Уитлэм рассматривался как один из претендентов на пост лидера лейбористов. Большинству руководителей лейбористской партии, включая Эватта, заместителя лидера партии Артура Калвелла, Эдди Уорда, и Рэга Полларда, было уже за шестьдесят, то есть они были на двадцать лет старше Уитлэма. В 1960 году, после проигранных в третий раз выборов, Эватт подал в отставку и был заменен Калвеллом, а Уитлэм стал его заместителем. Калвелл не хотел, чтобы Уитлэм был его заместителем, и считал, что Уорд больше подходит на эту роль.
По результатам выборах 1961 года лейбористам в парламенте досталось на два места меньше, чем коалиции Аграрной и Либеральной партий. Вскоре после выборов 1961 года удача изменила лейбористам. Когда президент Индонезии Сукарно объявил, что хочет взять под контроль Индонезии Западную Новую Гвинею как часть бывшей Голландской Ост-Индии, Калвелл сказал, что Индонезия должна быть остановлена с помощью силы. Это заявление назвал «сумасшедшим и безответственным» премьер-министр Мензис, а затем оно повлекло снижение общественной поддержки АЛП. В то время, Федеральная конференция Лейбористской партии состояла из шести членов от каждого штата, но ни Калвелла, ни Уитлэма там не было. В начале 1963 года специальная конференцая встретилась в одном из отелей Канберры, чтобы определить отношение лейбористов в отношении предлагаемой военной базы США в северной Австралии; Калвелл и Уитлэм были сфотографированы стоящими рядом в дверях здания, ожидая вердикт. Эти фотографии имели достаточно плохие последствия для АЛП; Мензис назвал членов конференции «безликими людьми» (англ. Faceless Men), которые контролировали партию без ответственности перед избирателями.
Мензис манипулировал оппозицией по вопросам, в которых они сильно расходились во мнениях, например, по поводу предложения о прямой помощи государства для частных школ и о планируемом строительстве военной базы. Он инициировал проведение досрочных выборов в ноябре 1963 года, выступая в поддержку этих двух вопросов. Премьер-министр выступил по телевидению лучше, чем Калвелл, и после убийства президента США Джона Кеннеди получил неожиданное повышение поддержки избирателей.

## Премьер-министр, 1972–1975 гг.

### Первый срок

#### Дуумвират
Уитлам вступил в должность с большинством в Палате представителей, но без контроля над Сенатом (избран на полувыборах 1967 и 1970 годов). Сенат в то время состоял из десяти членов от каждого из шести штатов, избираемых одним передаваемым голосом. Исторически сложилось так, что когда лейбористы побеждали в правительстве, парламентское собрание выбирало министров, а лидер партии имел право только распределять портфели. Тем не менее, новое собрание лейбористов не собиралось до тех пор, пока 15 декабря не были объявлены окончательные результаты.
Поскольку победа лейбористов не вызывала сомнений, хотя подсчет голосов всё ещё шёл, Макмахон сообщил генерал-губернатору сэру Полу Хаслаку, что он больше не в состоянии управлять. Вскоре после этого Уитлам сообщил Хаслаку, что он может сформировать правительство со своим новым большинством. Это соответствовало давней австралийской конституционной практике. Конвент также постановил, что Макмахон останется исполняющим обязанности премьер-министра до тех пор, пока не будут получены полные результаты. Однако Уитлам не хотел ждать так долго. 5  декабря по просьбе Уитлама Хаслак привёл к присяге заместителя лидера Уитлама и лейбористов Лэнса Барнарда в качестве временного правительства из двух человек, с Уитламом в качестве премьер-министра и Барнардом в качестве заместителя премьер-министра. Эти двое владели 27 портфелями в течение двух недель, прежде чем удалось определить полный кабинет.
В течение двух недель так называемый «дуумвират» находился у власти; Уитлам стремился выполнить те предвыборные обещания, которые не требовали законодательства. Уитлам приказал провести переговоры по установлению полных отношений с Китайской Народной Республикой и прервал переговоры с Тайванем. Дипломатические отношения были установлены в 1972 году, а посольство открылось в Пекине в 1973 году. Законодательство позволяло министру обороны освобождать от призыва на военную службу. Барнард занимал эту должность и освобождал всех. Семь человек были в то время заключены в тюрьму за отказ от призыва; Уитлам организовал их освобождение. Правительство Уитлама в первые дни своего существования вновь открыло дело о равной оплате труда, находящееся на рассмотрении Комиссии Содружества по примирению и арбитражу и назначила женщину, Элизабет Эватт, в комиссию. Уитлам и Барнард отменили налог с продаж противозачаточных таблеток, объявили о крупных грантах на искусство и назначили временную школьную комиссию.
Дуумвират запретил въезд в Австралию спортивных команд, дискриминирующих по расовому признаку, и поручил австралийской делегации в ООН проголосовать за введение санкций против апартеида в Южной Африке и Родезии. Он также приказал Учебной группе австралийской армии вернуться домой из Вьетнама, положив конец участию Австралии в войне; большинство войск, включая всех призывников, были выведены МакМахоном. По словам спичрайтера Уитлама Грэма Фройденберга, дуумвират имел успех, поскольку показал, что лейбористское правительство может манипулировать правительственным механизмом, несмотря на почти четверть века оппозиции. Однако Фройденберг отметил, что быстрый темп и общественное волнение, вызванные действиями дуумвирата, заставили оппозицию опасаться слишком лёгкого отношения к лейбористам и привели к одной посмертной оценке правительства Уитлама: «Мы слишком много сделали слишком скоро».

## Кончина
Скончался утром 21 октября 2014 года. Его семья объявила, что состоится частная кремация и публичная поминальная служба. У Уитлэма остались четверо детей, пятеро внуков и девять правнуков. Он был самым долгоживущим премьер-министром Австралии, скончавшись в возрасте 98 лет и 102 дней. Он опередил своего преемника Малкольма Фрейзера (младше его на 14 лет) чуть менее чем на пять месяцев. На его похоронах присутствовали семь премьер-министров Австралии.